# Přirozené lymfoidní buňky typu 3
Přirozené lymfoidní buňky (ILC, z angl. Innate lymphoid cells) jsou imunitní buňky lymfoidní linie. Díky svým funkcím však spadají do přirozené složky imunitního systému, nikoliv adaptivní. Účastní se přirozených obranných mechanismů na sliznicích. Jsou součástí heterogenní skupiny buněk, která se rozdělují do tří skupin – ILC 1, ILC 2 a ILC  3.

## Charakterizace ILC 3
ILC 3 tvoří dvě skupiny buněk – LTi buňky (buňky podporující vznik lymfoidní tkáně), které se uplatňují při vzniku sekundárních lymfoidních orgánů v embryogenezi a buňky označované jako NCR+ILC 3 a NCR−ILC 3 podle toho, jestli exprimují NCR receptor NK buněk, kterým jsou schopny rozpoznat patogenní molekuly. Jsou to buňky produkující cytokiny typické pro Th17 pomocné lymfocyty. Charakteristický znak ILC 3 je exprese transkripčního faktoru RORγt, který potřebují ke svému vývoji a exprese chemokinového receptoru CCR6. Co se týče cytokinové produkce, tato skupina buněk produkuje IL-17 (především IL-17A) a IL-22. Oba tyto cytokiny mohou být ILC 3 produkovány současně, anebo zvlášť, přičemž, pokud je IL-22 produkován samostatně, je to výhradou NCR+ ILC 3. ILC 3 exprimují IL-23R a produkce IL-17 a IL-22 je u nich stimulována IL-23 a IL-1β. Pro ILC 3 je typická exprese transkripčního faktoru RORγt a částečně i Ahr (aryl hydrocarbon receptor), jelikož interakce těchto dvou transkripčních faktorů způsobuje akumulaci ILC 3 a produkci IL-22 ve střevě.

## Funkce ILC 3
ILC 3 představují obranu vůči extracelulárním parazitům a podílejí se na udržení střevní homeostáze. Účastní se účinné antimikrobiální obrany díky produkci IL-17 a IL-22. Role IL-22 je u lidí a u myší poněkud rozdílná. U myšího modelu bylo zjištěno, že IL-22 hraje roli při zlepšení průběhu zánětlivého onemocnění střev a obnově epitelu při ztrátě ochranné mucinové bariéry v tlustém střevě. U lidí se zánětlivým onemocněním střev ovšem má působení IL-22 vliv na patologický průběh onemocnění. I tak je ale IL-22 důležitý cytokin pro zachování střevní homeostázy. Působení IL-22 pomáhá zesilovat obranu povrchu střevní sliznice při oslabení mucinové vrstvy a jeho schopnost produkovat antimikrobiální látky, jako např. β – defensiny, je silným mechanismem, který se podílí na udržování střevní homeostáze. Nárůst hladiny IL-22 spolu se zvýšenou expresí β – defensinů byl zaznamenán i u zánětlivých kožních onemocnění jako je psoriáza. IL-22, stejně jako IL-17, by se tedy mohl podílet na vzniku těchto kožních onemocnění, jelikož u lidí bez těchto potíží nebyla exprese IL-22 zaregistrována.
Účinky IL-17 a IL-22 se mohou vzájemně doplňovat a spolu stimulují zvýšené množství antimikrobiálních peptidů v místě působení. Podobně jako ILC2, i ILC 3 mají schopnost exprimovat MHC glykoproteinový komplex II. třídy a přivlastňovat si tak funkci antigen prezentujících buněk. ILC ale chybí kostimulační receptory, které jsou nezbytné pro správnou aktivaci a zahájení imunitní odpovědi. Podle všeho ILC naopak tímto způsobem mohou uvádět pomocné T-lymfocyty do stavu anergie. V případě ILC 3 schopnost exprimovat MHC II zřejmě slouží k udržení tolerance vůči komensálním bakteriím ve střevě. Potlačují reakci CD4+ T lymfocytů vůči neškodným a tělu prospěšným střevním bakteriím. Pokud by tato tolerance nebyla zachována, došlo by k rozvoji nežádoucích patologických stavů.
Na druhou stranu, působení IL-23 nebo IL-17 není vždy prospěšné. Vyvolává některá autoimunitní onemocnění, např. roztroušenou sklerózu nebo revmatoidní artritidu. IL-17A cíleně působí na keratinocyty a je hlavním cytokinem způsobujícím patogenezi kožní psoriázy. IL-17A je navíc také exprimován ve zvýšené míře i u pacientů se zánětlivým onemocněním střev.

### Buňky podporující vznik lymfoidní tkáně
ILC 3 mohou hrát roli již v prenatálním nastavení odolnosti organismu vůči infekcím. LTi buňky jsou důležité při vzniku a vývoji sekundárních lymfoidních orgánů. Bylo zjištěno, že diferenciace a signalizace LTi buněk je závislá na kyselině retinové (součást vitaminu A). Příjem kyseliny retinové v potravě matkou přímo ovlivňuje vývoj LTi buněk a velikost sekundárních lymfoidních orgánů plodu, což může mít dopad v jeho pozdějším věku. LTi buňky jsou skupina přirozených lymfoidních buněk patřící do hematopoetické lymfoidní linie. Jsou reprezentovány embryonickými LTi buňkami, které jsou důležité pro vytvoření primárních a sekundárních lymfoidních tkání. Další skupinou jsou LTi buňky zodpovědné za homeostazi primárních a sekundárních lymfoidních tkání v dospělosti a regulaci adaptivní imunitní odpovědi.

#### Charakterizace LTi buněk
LTi buňky jsou IL7+CD45+CD4+ pozitivní, ale negativní pro CD3 marker, exprimující LTαβ. Kromě toho exprimují i TRANCE molekulu, TNFS14 a TNFα, což jsou ligandy patřící do rodiny faktor nádorové nekrózy (TNF). Exprimují i chemokínové receptory, např. CXCR5, CXCR7 a adhezivní molekuly VLA-4 (známy i jako α4β1), Integrin α4β7 a ICAM-1. LTi buňky jsou pozitivní pro CD25, CD44, CD90, CD117, CD122 a CD132 markery.

#### Vznik LTi buněk
LTi buňky jsou jedny z prvních hematopoetických buněk migrujících do fetálních lymfoidních struktur, sleziny a střeva. Indukují vznik Peyerových plátu a lymfoidní tkáň asociovanou s nosní sliznicí. Jsou derivované z IL-7Rα+ fetálních jaterních progenitorů. Přítomnost transkripčních faktorů Ikaros a proteinu Id2 je nezbytné pro diferenciaci CD45+CD4+CD3- LTi buněk z progenitorů. Další molekulou potřebnou pro správný vývoj LTi buněk je RORγt. Signalizace skrz IL-7 receptor anebo TRANCE receptor jsou důležité pro iniciaci povrchové exprese LTαβ, a tím pro správné fungování LTi buněk.